# Milesia vespoides
Milesia vespoides är en tvåvingeart som beskrevs av Walker 1857. Milesia vespoides ingår i släktet Milesia och familjen blomflugor. Inga underarter finns listade i Catalogue of Life.